# Originea greco-evreiască a lui Vasile Alecsandri

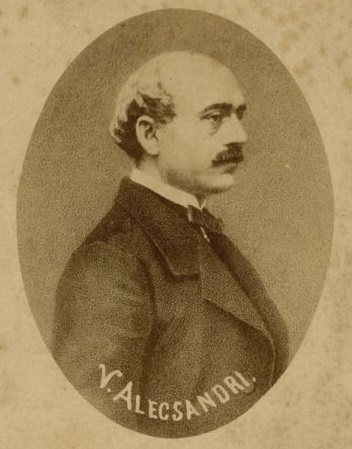
Vasile Alecsandri (1821–1890), poet, dramaturg, folclorist, om politic, ministru, diplomat, membru fondator al Academiei Române

De-a lungul vieții și ulterior, originile etnice ale lui Vasile Alecsandri (1821–1890) au fost subiectul dezbaterilor unor ziariști, istorici, incluzând și istorici literari, genealogi, politicieni și alții. Datele genealogice, precum și declarațiile parțiale ale poetului și oamenilor din epocă, au dovedit o origine mixtă greco-evreiască a acestuia.

## Originea evreiască
Paharnicul Constantin Sion în Arhondologia Moldovei (lucrare scrisă între anii 1844 și 1858 și editată de Gheorghe Ghibănescu), a făcut distincția că în Moldova existau două familii Alecsandri, diferite:
- familia Alecsandri stabilită în Basarabia, provenită dintr-un grec moldovenizat, din care cel mai cunoscut membru a fost șatrarul Iordache Alecsandri;[3][1]
- familia Alecsandri din Moldova, de rang superior și avută, provenită din evreul Mihalache Botezatu din Târgu Boilor din Iași, frate cu Cerbu Ochincaru (după Nicolae Iorga, numele original fiind Hirsch[4]), care au trăit până pe vremea domniei lui Ioan Sturdza. Mihalache a fost stolnic la Sfântul Spiridon, s-a căsătorit cu o soră a șatrarului Alecsandri, de unde au rezultat mai multe fete și un băiat pe nume Vasile Mihail, ce a devenit slugă la casa logofătului Iorgu Ghica. Când Ghica a devenit ispravnic la Bacău, pe Vasile Mihail l-a făcut logofăt și atunci acesta s-a căsătorit cu Elena, fiica pitarului Dumitrache Cozoni din Târgu Ocna, iar Vasile Mihail a luat porecla de Alecsandri de pe linia maternă.[3][1][2][A]

În 1818, când stăpânul său Iorgu Ghica a devenit vornic de aprozi, pe Vasile Mihail l-a făcut sameș de vornicie, iar prin intermediul domnului Scarlat Callimachi, Vasile a fost făcut boier medelnicer. În 1821, în timpul unei lipse de scriitori în vistierie, Constantin Sion fiind cu el cuscru, l-a chemat la Iași și a intrat în vistierie. În aceeași perioadă, după ce toate moșiile deținute de greci sau mănăstiri grecești au fost luate în seama vistieriei Moldovei, Vasile a fost numit sameș veniturilor moșiilor, funcție pe care a păstrat-o până la 1827, când moșiile au fost date înapoi grecilor. Din veniturile obținute din funcție și prieteniile cu mai mulți proprietari, având o stare bună, și-a cumpărat ca moșie Mircești de la postelnicul Andrei Milu, și-a construit case mari în Iași, a devenit spătar și ulterior sameș de vistierie, funcție pe care a deținut-o până în preajma anului 1840. Datorită averii însemnate, Mihail Sturdza l-a apropiat de el și l-a numit deputat în adunarea obștească și candidat la divanul domnesc. Pe cei doi fii, cel mare Vasile spătar, și pe cel mic, Iancu ofițer și aghiotant domnesc, i-a făcut postelnic și vornic mare. Aceștia și-au cumpărat moșiile Foltești de la logofătul Lupu Balș, Pătrășcani din ținutul Bacău și Moinești.
Ilarie Chendi a menționat că Sion a fost primul și singurul român ce a susținut categoric originea evreiască, mărturisirile fiind făcute de către un contemporan cu Vasile Mihail și rudă cu acesta, Sion fiindu-i cuscru.
După Iorga, Vasile Mihail a fost denumit în acest fel după obiceiul timpului ca fiul să aibă ca nume de familie numele de botez al tatălui său.
În 1879, filoromânul Marco A. Canini, într-o scriere polemică, a făcut afirmația lipsită de dovezi: „cel mai distins dintre poeții români în viață, Alecsandri, este de origină evreiască, fiul lui Isaac Alecsandri din Triest”.

Părinții
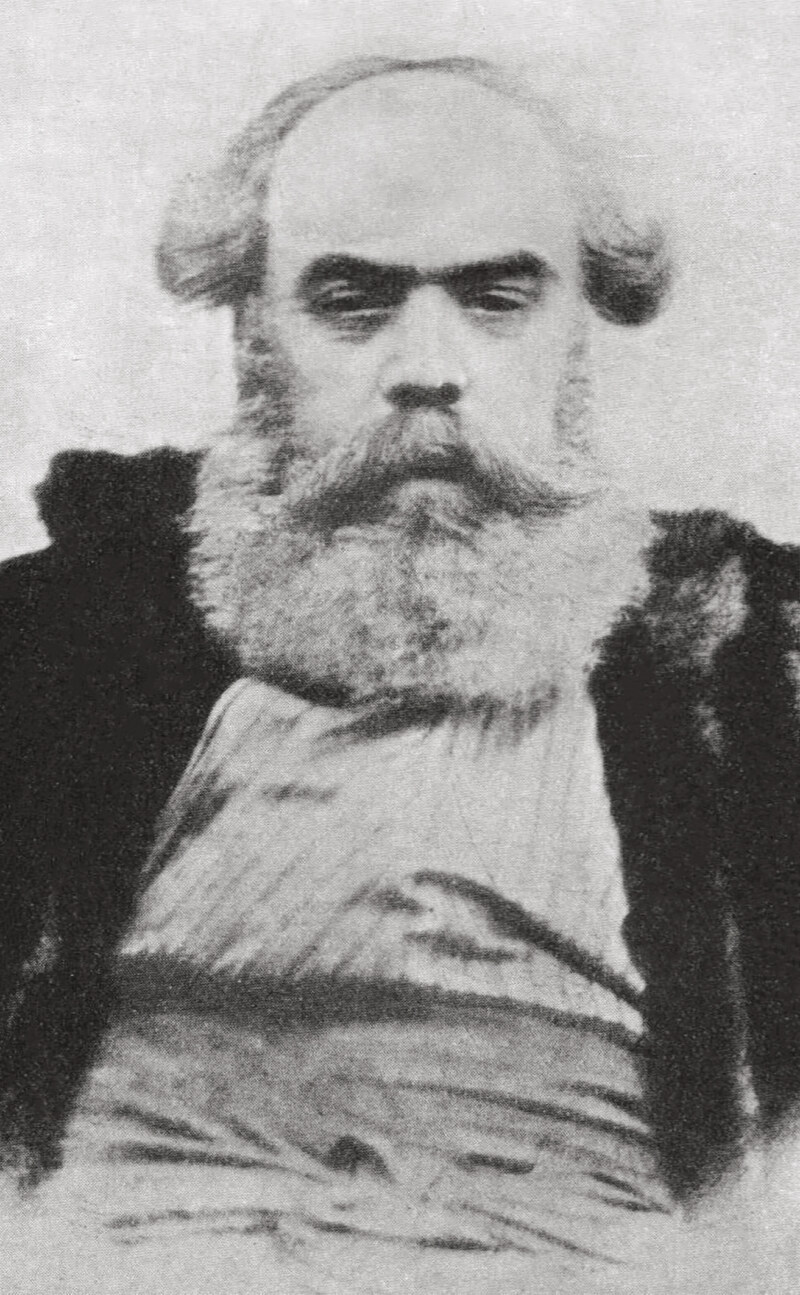
Vasile Mihail, redenumit Alecsandri
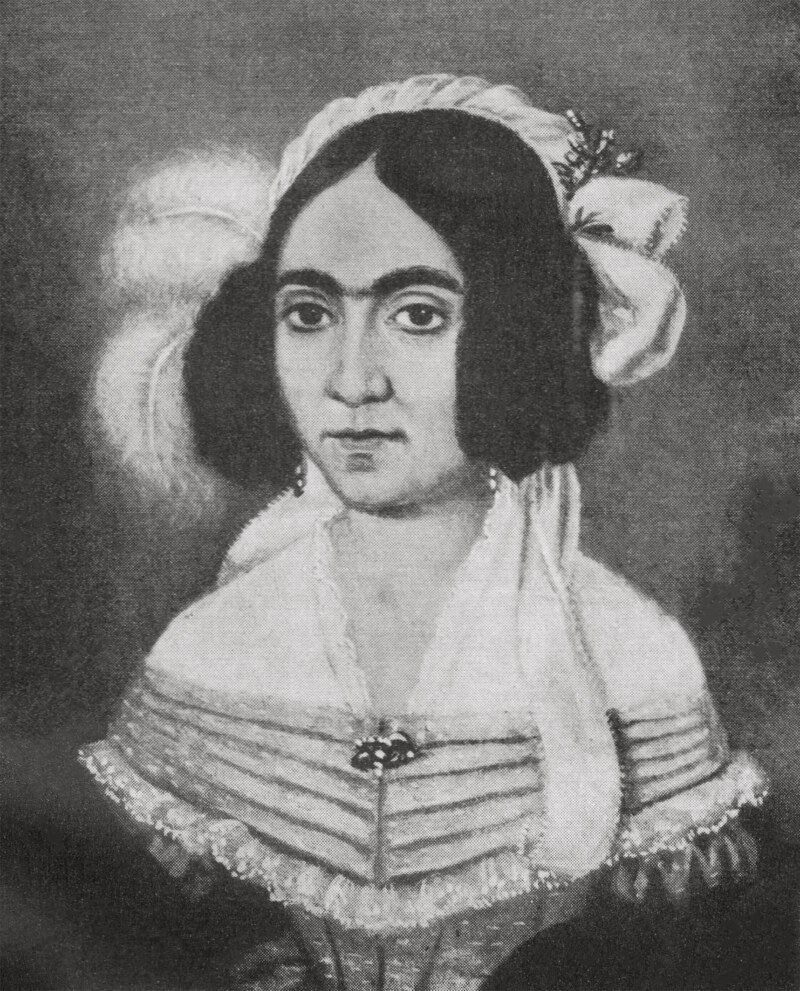
Elena Alecsandri (născută Cozoni)

### Susținere
| |  |  |
| Moșiile Borzești și Mircești ale lui Vasile Alecsandri, moștenite de fiica Maria și respectiv soția Paulina. La depărtare de Borzești, moșia Pătrășcani. |  |  |

Originea evreiască a bunicului a fost susținută atât de criticul literar Ilarie Chendi, cunoscut ca șovin, cât și de naționalistul N. Zaharia, bibliotecarul Academiei Române ce a dedicat poetului o biografie voluminoasă și minuțioasă, ce dădea să confirme și nu să infirme spusele lui Chendi.
Zaharia a declarat că „Chestia originei sale preocupa pe însuși poetul, după cum rezultă și din următoarele rânduri dintr’o scrisoare a sa, adresată lui Alex. Papadopol Calimach la 11 Februarie 1848: «Sânt încântat că ai mai făcut descoperiri asupra familiei lui Alecsandri și aștept scrisoarea ta cu multă nerăbdare, ca să o publici în Convorbiri. Ee va fi pentru mine și ai mei un document de cel mal mare preț.»” și „Îți mulțumesc frățește de osteneala ce-ți dai pentru satisfacerea mea”. Însă, scrisoarea sau articolul nu s-a mai concretizat, Zaharia crezând că lucrarea nici nu a fost realizată vreodată, după declarația categorică a fiicei poetului, Maria Bogdan, dintr-o scrisoare adresată din Iași lui Al. T. Dumitrescu în 20 ianuarie 1905. Chendi a declarat că în manuscrisele lui Papadol lucrarea nu poate fi găsită, astfel existând impresia că Alecsandri nu a fost satisfăcut de munca de cercetare a acestuia.
Zaharia a conchis că până la descoperirea de noi acte nu se va putea afirma ceva sigur asupra originii evreiești, dar fiind cert că pe linie maternă era grec iar pe linie paternă numai străbunica a fost româncă. Însă, după genealogia lui Sion, străbunica provenea din greci moldovenizați din Basarabia, deci nici dinspre această linie nu era român. Iar faptul că Vasile Mihail și-ar fi zis Alecsandri, după mamă, se poate admite, întrucât și o ramură a familiei Ghica a procedat în mod asemănător.
Nicolae Beldiceanu a menționat că existau bătrâni în Iași, care cunoșteau cu siguranță, că tatăl lui Alecsandri își ascundea originea evreiască (după exprimarea lui Sanielevici) sau că nici nu și-o ascundea (după Anuar pentru israeliți 1893 și Chendi). Henric Sanielevici (1925) a completat că, probabil, fiul a aflat de origine în convorbiri particulare în aceeași perioadă.
Potrivit unei păreri, ideea originii a fost susținută de mai multe persoane și ar fi circulat în Iași și un cântec evreiesc interpretat mai ales de către lăutari în anii 1850 intitulat „Vasilichi Alecsandrichi” în care poetul era ridiculizat și înfățișat ca evreu. Dar deoarece în perioada anterioară unirii Principatelor Române, când Alecsandri a fost pus în vedere ca domnitor al Moldovei, acesta și-ar fi creat unele dușmănii iar o astfel de manifestare era cea despre origine, iar pentru sublinierea acreditării s-ar fi creat și cântecul care a fost o perioadă de vreme cântat în Moldova.
După Chendi, pamfletul obscur și vulgar a fost răspândit în Moldova, fiind cunoscut în regiune și la începutul secolului al XX-lea și publicat și de către publicistul evreu Elias Schwarzfeld, care îl considera pe Alecsandri drept parte a evreimii.
Maiafes, chintic de Șabăs

„Rib Alecsandrichi

Puișor de Refchi

Chele botezată

Arihin dentată,

In Roman ce cațĭ

Cu alțĭ botezațĭ

Cînd te tragi din Jud

Ah ich banaid ?!

Ce chințî romănesti

Și nu jidovesti

Cum rabin ț-aŭ spus

Sus amis sus.

Ce-aĭ făcut chintări

Doini lacremioari

Parcă n’aĭ avut

Mai fes in Talmuz.

Tot ce-aĭ tipărit,

C’usturoi aĭ împuțit

Chit pentru teslarĭ

Zic zăŭ că eștĭ magarĭ.

Gunarcă din Rusalim

Te-aŭ spariet in Crim

Căcĭ eștĭ voinicos

Dar zic zăŭ fricos.

Purițiĭ aŭ zis

Că mergĭ la Paris

Să chisligĭ Domniĭ

Handel șmecheriĭ.

Să nu bănuești

Că-țĭ zic lehneștĭ

Ca tocmai tîrtan

N’o fi domn roman.

Ț-ar și de maĭ ghitu

Să rămîĭ levitu

Cahal și haham

Cușer să mîncam.

Sa strigam sus, sus

Tot tîrgul de sus,

Cum aĭ fost chintat

Cum tot Iusafat.

Lasă-țĭ perciunașĭ

Că sînt hărțagași

Căci zăŭ ce-ĭ pățĭ

Cu steoa veĭ împărți

Ghilir vin la voĭ

Burihat adnoĭ.

Rib Alicsandriki

For fales mit chistki

Ah ghivald vus vei

Miciucă de teĭ

Ci-l faci deputat

Arihin din tat ?

Toate toate’s vis

Cum singur aĭ zis.

La fiĭ de teslar

Să-țĭ tot zică magar.”

Însă potrivit lui Henric Sanielevici, teoria privind inventarea originii evreiești nu se confirmă întrucât, în orice caz exista un specific al oamenilor politici de a-și crea dușmănii, dar niciunuia nu i s-a inventat o origine evreiască până atunci, iar cineva pus într-o asemenea ipostază ar fi încercat să dovedească cu acte sau mărturii falsitatea afirmației. Cu toate acestea, Sanielevici a declarat că „printr'o bizară coincidență (?) însă, marele poet nu a putut da despre bunicul lui nici o lămurire, necum să prezinte vre-un act oficial.”
Chendi a arătat că inexactitățile lui Sion asupra altor genealogii de familii din lucrare aparent ar putea pune la îndoială și veridicitatea afirmației de la originea lui Alecsandri, însă la începutul secolului al XX-lea încă trăiau boieri moldoveni care împărtășeau informațiile lui Sion cu privire la origine și ridicarea de la starea cea mai de jos a tatălui, specifică populației evreiești. Acesta a arătat și discuția acestuia cu Constantin Istrati, ultimul atrăgând atenția asupra unui tablou ce îl reprezenta pe poet împreună cu cei doi fii ai săi și unde trăsăturile semite în fizionomia tatălui erau păstrate.

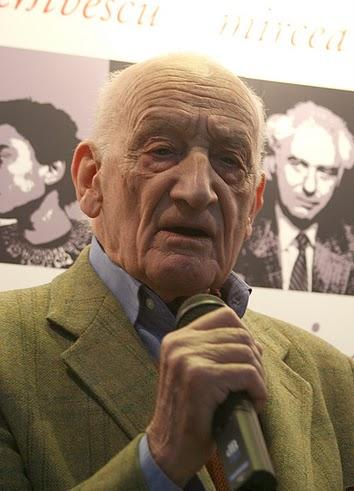
Momentul imigrării noilor evrei galițieni, venit cu reacții puternice și pentru care nici vechii evrei sefarzi din Principate nu se simțeau prea legați, se suprapune cu cel în care Vasile Alecsandri, figură nobilă a renașterii naționale a românilor din secolul al XIX-lea, a atins celebritatea națională.
În acest caz, pentru un membru al aristocrației, candidat la tronul Moldovei în 1859 la propunerea unor prieteni și considerat „poet național”, recunoașterea originilor evreiești ar fi însemnat o „adevărată sinucidere națională și politică”. Soluția a fost renegarea originilor evreiești. (Neagu Djuvara, Paris, 1989)

Genealogistul Emanoil R. Bogdan (1922–1981) a declarat lui Neagu Djuvara că a descoperit la Arhivele Statului din Iași, în perioada 1940–1941, un document din anii 1820, echivalent cu un extras de naștere din anii 1790 „al pruncului Vasile, fiul lui Mihalache Botezatu, evreu botezat, slujbaș la Mitropolia din Iași, și al Mariei Alecsandri...”.
Originea de evreu botezat a bunicului poetului a fost susținută și de Neagu Djuvara (Le pays roumain entre Orient et Occident: Les Principautés danubiennes au début du XIXe siècle, 1989), legând situația în contextul convertirilor ce au fost mai frecvente în secolele precedente, de unde au rezultat familii de evrei infiltrate în rândul boierimii și care ulterior au ținut să-și ascundă apartenența. Pentru acesta, cazul lui Alecsandri era cel mai cunoscut, dar și cel mai controversat. În aceeași epocă, în secolul al XIX-lea, în Moldova au început să se stabilească noi valuri de evrei din Galiția și Imperiul Rus, care pe fondul unui reflex de apărare și al capacității de asociere dată de religie, li s-a agravat situația prin izolare.
Conform opiniei lui Djuvara, despre problema originii evreiești a bunicului s-a scris consistent, însă anumite considerații care nu au legătură cu obiectivitatea istorică i-au împiedicat pe istorici să ajungă la o concluzie. Pentru acesta lucrurile erau clare, în primul rând cu mărturia paharnicului Constantin Sion în lucrarea proprie Arhondologia Moldovei, unde a făcut referire la bunicul evreu convertit și care a preluat numele soției, ce aparținea unei familii boierești de origine greacă îndepărtată și cu istorie în boierimea moldovenească încă din secolul al XVII-lea. Deși lucrarea lui Sion s-a remarcat mai mult ca un pamflet cu numeroase greșeli și afirmații răutăcioase și greu de controlat, decât un dicționar al familiilor boierești, totuși pentru Djuvara afirmațiile despre tatăl Vasile Mihail Alecsandri erau precise, întrucât autorul a fost cuscru cu acesta.

#### Antisemitismul și ura de sine
Vasile Alecsandri s-a remarcat în privat și în viața publică, în scrieri particulare, proze și mai ales comedii, apoi în viața politică și pe parcursul a câteva decenii, ca antisemit notoriu, agitator și șovin extremist în relație cu chestiunea evreiască.
- Primul episod care face referire la atitudinea ostilă a fost menționat în amintirile despre Vasile Porojan din copilăria acestuia la casa din strada Sfântul Ilie din Iași: „Evreiĭ nu mai îndrăzneaŭ a trece pe strada caseĭ noastre din cauza sburăturilor de petre cu carĭ îĭ improșcăm.”[13]
- Biograful Gheorghe Bengescu a amintit de incidentul când Alecsandri și-a ales locuința în strada Murillo⁠(d) din Paris pentru a avea acces la Parcul Monceau⁠(d) din apropiere pentru plimbări zilnice și sursă de inspirație literară. Însă, „el nu știa că prin prejurul parculuĭ Monceau sunt stabilite familiile izraelite cele mai bogate din Paris, îndată ce făcu această descoperire neplăcută, îndată ce se întîlni în primblările sale prin aleurile parcului cu copiiĭ jidanilor, pe carĭ îĭ mirosea de departe, recunoscîndu-ĭ printre sute de alțĭ copiĭ, el se desgusta și de cerul albastru și de pădurea adincă și de grădina în care proiectase să facă lungĭ preumblărĭ și să caute inspirațiunĭ voioase. Ura tirtanuluĭ în care fusese crescut se întăriră prin acest contact zilnic și-ĭ strica toată plăcerea.”[13]
- Cu ocazia revenirilor din străinătate în Moldova își revărsa experiențele negative în proză, un exemplu fiind o scriere din 1844 făcută la Iași, unde a semnalat timpuriu pericolul semit în Moldova, alarma populația împotriva năvălirii evreilor din Imperiul Rus și Imperiul Austriac și caracteriza firea hrăpitoare a evreului cămătar și spoliator: „[...] Cele mai multe case sunt crîșme proaste ținute de jidovĭ zdrențeroșĭ și printre ele de abia zăreștĭ cite-va locuințĭ de Romînĭ. [...] Ce zărim? o ființă cu barbă și cu perciunĭ, un jidov... după acesta alt jidov și iar și tot jidovĭ ! Nu cumva suntem în Iudea? Nu cumva Capitala Moldoveĭ este un târg jidovesc ? Nu cumva vom fi silițĭ să zicem că Româniĭ sunt străinĭ în Iași ? [...] De maĭ mulțĭ anĭ acum Moldova s’a făcut locul de scăpare a tuturor jidovilor, a tuturor vagabonzilor gonițĭ din Germania și din țeara rusească. Aceste miĭ de locuste flăminde aŭ umplut toate colțurile pămîntuluĭ, toate tîrgurile de ticăloșia lor, concurența jidovilor au omorît industria și comerțul național. Și aceasta se înțelege prea bine. Romînul este din fire curat în relațiile luĭ, cînd din potrivă, jidovul este mîrșav, șiret și caută totdeauna să înșele pe aproapele săŭ.”[13]
- În proză a reluat motivele antisemite, însă puse în situații aparte, precum în Istoria unuĭ Galben, unde a dat o pildă despre personajul Leiba, care a luat cu pila zimții galbenului⁠(d) și a fost surprins de hoți în codrul Herței, sau în Călătoria la Maroc și Dridri.[13]

Neanuș. [...] căcĭ năvălirea Jidanilor în Moldova e mai primejdioasă decît toate celelalte năvălirĭ de dușmanĭ carĭ aŭ trecut peste țeara noastră. Tătarii aŭ venit și s’aŭ dus... jidaniĭ însă vin și rămîn și prind rădăcină și se plodesc ca viermiĭ și se întind pe latul și pe lungul Moldovei ca o picingină otrăvită...
Privițĭ în ce hal a ajuns lașul ! Ulița mare, Tîrgul-de-sus, Tîrgul Cucului, Sfînta Vineri, Podul vechiu, Păcurariĭ și însuși Tatarașiĭ pe unde nu se pomenea țipenie de Iudă, astăzi sînt înghesuițĭ de Lifte pîngărite. Asemenea toate orașele Moldovei, asemenea satele... tot iĭ prada lor. Pretutindeni eĭ să împrăștie ca locuste și aduc cu dinșiĭ toate năravurile cele mai vițioase: fanatismul, tâlhăria, camăta, apriga lăcomie de banĭ, ura de Creștenĭ, necurățenia, putoarea și boalele ! Ei hrăpesc negoțul din mîna Romînilor, ei otrăvesc locuitoriĭ cu băuturi falsificate și conrup firea blîndă a poporului... Intr’un cuvint, jidanul e un element mîrșav și dușmănesc de care împărățiile cele mari și puternice a Rusiei și Austriei cată a se dispăra, alungindu-i la noi. Să urmăm și noi pildeĭ lor, dacă ne doare inima de soarta Moldovei, să-l alungăm și noĭ de la noĭ.
- În comedie a fost însă mai preocupat, prin caricaturizarea evreului în scenete comice cu tendință socială, la acea vreme fiind un subiect apreciat de publicul român. Scenetele au fost inspirate din viața cotidiană, deci și evreii având partea lor de vină în realitate, însă Alecsandri a provocat suspiciune prin exagerarea caricaturizării și prin a nu se limita la înfățișarea în general grotească, limbajul stricat și moravurile și gândirea diferite față de cele ale autohtonilor. Astfel, autorul a abandonat întrebuințarea ca element comic și surogat artistic și s-a îndreptat ca mijloc de agitație (cal de bătaie) în obținerea cu efect a unei reacții emoționale a publicului. Potrivit lui Ilarie Chendi, tipologiile de evrei create, precum și conflictele sociale și morale nu sunt mari și studiate (ironia ușoară la adresa fricosului Herșcu, a lașului arendaș Moise din Lipitorile satului, a lui Șloim, Șafar și Leiba și zarafi și cămătari, rebegii și zdrențeroși descendenți ai lui Israel) în comparație cu cele din operele scriitorilor Ronetti Roman și Ion Luca Caragiale. O excepție este dată de Năvălirea Jidanilor, piesă în 5 acturi și un prolog, din care a apucat să finalizeze prologul în anul 1884, unde chestiunea este mai completă și, probabil, o dezvoltare a comediei Boierii și Ciocoii (Actul III), unde niște ciocoi venali discută afacerea unor evrei într-un ton nu foarte parlamentar.[13]
- În aceeași operă sublinia corupția elitei politice române, când ciocoii se liniștesc la vederea celor 2000 de galbeni cu care îi corupe un bogătaș evreu, vrând astfel să demonstreze necesitatea unei soluții la chestiunea evreiască. Însă, Alecsandri nu cunoștea nicio soluție pozitivă, discursul obișnuit de agitație fiind de atenționare și înfierare iar la soluții practice propunând expulzarea sau înnecarea populației în Dunăre sau Marea Neagră, după modelul unui faraon egiptean. Soluția înnecării a fost reluată într-o corespondență cu Iacob Negruzzi din 1884.[13]
- Alecsandri s-a adresat lui Iacob Negruzzi cu o propunere de formare a unor comitete județene în toată țara pentru adunarea de mii sau sute de mii de semnături împotriva acordării de drepturi evreilor, al căror gând era de cotropire a țării. Ideea fost reluată în Boierii și Ciocoii (Actul III).[13]
- Cu ocazia impunerii articolului 44 de către Tratatul de la Berlin (1878), prin care se cerea schimbarea articolului 7 al Constituției României și acordarea cetățeniei/împământenirii evreilor din țară, Alecsandri a luat cuvântul în ședința Senatului din 10 octombrie 1879, în discurs fiind mai puțin agresiv față de calitățile populației și ale alianței, dar fiind violent cu referire la viitorul României schimbate în a doua Palestină. Într-o corespondență cu Negruzzi, Alecsandri a amenințat că va părăsi România pentru totdeauna dacă cetățenia română va fi acordată evreilor.[13]

Într-un singur moment autorul a renunțat la atitudinea obișnuită, cu ocazia traducerii în limba ebraică a operelor proprii Ginta latină și Peneș Curcanul de către rabinul Taubes și profesorul Israel Teller din Bacău, cu câteva luni înainte de amenințarea cu plecarea din țară: „Primind traducerea... d-voastră, am regretat mult de a nu cunoaște această veche și bogată limbă” (în scrisoarea către Taubes) și „M’am bucurat de a constata acest început de mișcare literară între coreligionarii d-voastră ce se găsesc în Romănia. [...] Foarte simțitor de a vedea că împărtășiți veselia Romînilor isvorită din fericita mea izbindă la concursul de la Montpellier, vin a vă adresa sincerile mele complimente... Dacă Israelițiĭ din țeară ar păși pe urmele d-voastră, luminîndu-șĭ sufletul, credețĭ, domnul meŭ că lesne ar inceta de a fi – după denumirea cele dațĭ – copii vitregĭ ai Romănieĭ, Romănia fiind țeara cea mai ospitalieră și mai tolerantă din întreaga lume.” (în scrisoarea către Teller)

Pentru Ilarie Chendi, antisemitismul fervent al lui Alecsandri putea servi aparent ca argument împotriva originii evreiești.
|                                          |  |  |
| Alexandru D. Xenopol și Arthur Văitoianu |  |  |

Originea evreiască, la fel precum în cazurile posibile la Alexandru D. Xenopol și Arthur Văitoianu, a fost susținută de Neagu Djuvara în cadrul unui simpozion din 2013. În cadrul aceluiași simpozion un alt autor a adăugat că piesa de teatru Lipitorile satului a lui Vasile Alecsandri fiul este un exemplu de manifestare antisemită a scriitorului și un punct de plecare în examinarea urii de sine⁠(d) la persoane cu origini evreiești.

#### Alte referiri
În cazul unui litigiu succesoral din 1891 între moștenitorii lui Iancu Brănișteanu, văr al lui Vasile Alecsandri, unde dacă ar mai fi trăit poetul ar fi putut concura la succesiune, s-a menționat în actele înaintate Tribunalului Iași că bunicul lui Alecsandri „era jidan, făinar în Botoșani și se numea chiar Alecsandri jidanul.”
S-au păstrat două dosare de scrisori avute între frații Alecsandri către Iancu Brănișteanu, căruia îi se adresau cu „mon cusin”, acestea conținând multe date privitoare la relațiile financiare ale acestora, incluzând socoteli de bani trimiși soției poetului, Paulina Lucasievici, din venitul obținut de pe urma moșiei Foltești din ținutul Covurlui.
Contradicțiile dintre mărturia lui Constantin Sion privind pe ieșeanul stolnic la Sfântul Spiridon, cea a ziarului Lupta cu botoșăneanul făinar și a lui Marco Antonio Canini cu strămoșul din Triest, toate reunite de originea evreiească, l-au făcut pe Ilarie Chendi să declare că ar fi aparent mult mai ușor să fie considerate mincinoase, dar privit mai atent originea pare să se confirme.

### Opoziție
În autobiografia scrisă în 1865 la Mircești și intitulată Suvenire din viața mea, aflată la Academia Română, Vasile Alecsandri a declarat:
„Familia mea este originară din Veneția, în timpul când această republică era strălucită. Străbunul meŭ, om cu inimă îndrăsneață și cu spiritul cavaleresc, veni în Moldova și puse a luĭ spadă în serviciul țeriĭ, se căsători cu o romîncă și deveni obîrșia familiei Alecsandri. În una din călătoriile mele am descoperit maĭ multe persoane de acelaș nume, în Veneția, în Padova și în Feraro.
Părintele meŭ, Vornicul Vasili Alecsandri, om de o mare înțelepciune, de o probitate rară și înzestrat cu simțirĭ generoase a știut a-șĭ crea o avere însemnată și o poziție înnaltă în patria sa. Maica mea, suflet nobil și îngeresc, Elena Cozoni era asemine de origină italiană. Născută în Tîrgul Ocni; maica mea avu șeapte copii, dintre carĭ cincĭ fete și doĭ băețĭ. Din toată familia mea astă-zĭ ne găsim rămașĭ pe lume numai fratele meŭ Iancu și eŭ.”
Informațiile în totalitate provenite doar din mărturisirile lui Alecsandri au fost reluate de principalul biograf, Gheorghe Bengescu, vechi amic și coleg la legațiunea de la Paris, cu o reținere în ce privește drumul din Veneția către Moldova, dacă acesta a fost traseu direct sau cu escală la Constantinopol, pe unde în general au preferat familii de comercianți să vină. Un alt biograf, N. Pătrașcu, a preluat la rândul său informațiile lui Bengescu, persiflând ușor însă slăbiciunea lui Alecsandri de a se considera descendent al unei familii celebre din Veneția și a întrebuința amănunte exterioare de natură nobiliară. Ulterior afirmația despre originea de factură latină a poetului s-a răspândit în toate cărțile școlare și studiile secundare. Pe baza acestor informații, Ovid Densusianu a motivat originea nobilă prin finețea autorului și frazeologia delicată de „un fond mai puțin oriental și mai mult occidental și în special italienesc”. Însă, potrivit lui Ilarie Chendi, documente care să ateste originea nobiliară nu existau, fapt pentru care Alecsandri a fost foarte îngrijorat de informațiile care circulau și contestau romanitatea acestuia, recurcând la angajarea altui prieten, Alexandru Papadopol-Calimah, care să cerceteze arhivele Veneției.
Oricît de monstruoasă ar fi în aparență știrea despre originea semită a bardului, sîntem datori să o înregistrăm și să ne ocupăm de ea. [...]
Este prea cunoscut, că nu toțĭ cîțĭ scriu bine sau rău romînește sunt Romînĭ. O insulă frumoasă într’o mare de popoare, cum este țeara romînească, ea poartă și hrănește pe suprafața sa, alăturea de autohtonĭ, un amestec bizar de resturĭ străine. Și cum procesul de asimilare sa petrece într’un mod lent, acțiunile și gîndirea acestor resturĭ ușor pot fi urmărite, ca apele unor afluențĭ în matca largă a unui rîu de munte.
Nimic maĭ neplăcut decît a călca într’un furnicar. Nimic maĭ primejdios decît o chestiune de rasă la noĭ. Riscă s’o desfășurĭ și veĭ provoca cele maĭ înverșunate dușmăniĭ. S’ar părea că multora fi e rușine de străbuniĭ lor și de numele pe care-l poartă.
Considerațiĭ de aceste însă nu pot să intimideze pe un cercetător. El urmărește adevărul istoric, fără a lua în seamă limba și numele, ci mai mult sufletul și mentalitatea unuĭ scriitor. Numele se schimbă, limba poate fi învățată, chiar și o apropiere către sufletul poporului se poate face, dar un ochiŭ ager vede ușor cît de jenat se simte sufletul străin în haină romănească și cît de mult se trădează mentalitatea străinuluĭ la fie-care pas.
Cercetărĭ de acest fel nu caută a reduce valoarea artistică a unui poet sau prozator. Străiniĭ, ca artiștĭ, pot atinge culmĭ înalte. Grecul romanizat aduce în literatură însușirile frumoase ale raseĭ sale, împreună cu toate particularitățile decadențeĭ prin care trece elenismul contimporan; e un artist suptil, un spirit fin și ironic cu o bună nuanță de lascivitate. Evreul cel pururea visător e un muncitor harnic, un suflet timid pînă la lașitate, un vorbăreț sfătos și neastîmpărat, fără a reuși să imprime operelor sale acele trăsături de energie și de vinjoșie, de carĭ timpul cu a tot distrugătoarea putere nu se poate lega. In acest chip fiecare străin romanizat aduce ca zestre artistică aptitudinile saŭ defectele rasei sale, innobilînd sau corumpîndu-le pe ale noastre.
Mulțĭ din scriitoriĭ noștri, străinĭ în a doua saŭ a treia generație, sunt atît de concrescuți cu corpul național și aŭ merite atît de însemnate pentru cultura generală a poporului și chiar pentru dezvoltarea conștiinței de naționalitate, în cît s’ar părea că a le maĭ discuta originea este identic cu săvîrșirea uneĭ crime naționale.
Păreri de oamenĭ sentimentali ! Pentru a ști cine suntem și ce datorăm fiecăruia, trebue să sacrificăm multe iluziĭ, iu cari ne-am legănat de mici copiĭ. Adevărul merită acest sacrificiŭ.
Ilarie Chendi a considerat mărturisirea poetului a se asemăna unei legende, probabil născocită pentru a-și conferi o alură romantică. Henric Sanielevici pe de altă parte a fost de părere că aceasta era o stilizare naivă a realității și care nu se susține, întrucât poetul părea a cunoaște o genealogie din secolul al XV-lea, dar nu știa nimic despre istoria recentă a familiei, despre bunic, tatăl mort în 1855 sau surorile tatălui.
Potrivit lui Chendi (1904), biografii lui Alecsandri nu au susținut până atunci originea evreiască și nici nu au îndrăznit să se ducă în această direcție, deoarece personajul a fost singurul poet român în perioada respectivă, într-un moment când a dat naștere unei revoluții literare și a promovat latinismul, pentru acestea fiind idolatrizat. Însă, pe măsură ce numărul scriitorilor și calitatea literaturii a crescut în timp, realizările și persoana lui Alecsandri au rămas în urmă și respectiv trecutului, pentru Chendi fiind un motiv întemeiat pentru a se putea vorbi în sfârșit despre origini cu franchețe, fără a provoca ofense.
Autorul Ion Sân-Giorgiu a răspuns în urma primului articol al lui Sanielevici despre origini, că în Moldova se cunoștea faptul că poetul era înrudit cu familia boierească Brănișteanu și că bunica lui Sân-Giorgiu, Maria Stroici, descendentă din Brănișteni și astfel rudă prin alianță cu Alecsandri, a povestit că l-a cunoscut pe poet în casa mătușei sale Catinca Brănișteanu, care era mătușă și pentru poet. Tot aceasta a menționat despre Catinca, sora lui Vasile Mihail Alecsandri, care s-a căsătorit cu Iordache Brănișteanu și cu care l-a avut ca fiu pe Iancu Brănișteanu, cel ce era subiectul litigiului succesoral. Sân-Giorgiu a completat că, după informațiile avute, Vasile Mihail Alecsandri și-a măritat sora cu un boier mare moldovean și dacă aceasta ar fi fost evreică, mezalianța s-ar fi făcut cu greu pe fondul tradiționalismului și conservatorismului boierilor botoșăneni, iar un rezultat pozitiv ar fi produs cel puțin discuții în familie. Maria Stroici a povestit că aserțiunea privitoare la originea evreiască a lui Alecsandri a fost considerată atunci o intrigă de prost gust.
Sanielevici a răspuns că studiul propriu era la nivelul unor prezumții și nu siguranță a afirmației și că mărturia lui Sân-Giorgiu nu avea valoare de document, dar totuși deținea afirmații cu caracter de adevăr. Din mărturia lui Sân-Giorgiu se putea deduce că:
- poetul sau autori care au scris despre el nu au menționat-o niciodată pe Catinca Brănișteanu, înrudirea cu Brăniștenii fiind adusă ca o noutate abia de informația din ziarul Lupta (1891). Ca indicație, s-a adresat lui Sân-Giorgiu să o întrebe pe bunica sa, Maria Stroici, ce cunoștea despre cealaltă soră a lui Vasile Mihail;[10]
- Vasile Mihail Alecsandri putea ascunde originea sa și chiar a ascuns-o, întrucât nu a discutat despre tatăl său, lucru ce a înlesnit căsătoria sa și a surorilor cu membrii ai unor familii boierești;[10]
- în plin atac la adresa originilor lui Vasile Alecsandri fiul, tatăl acestuia nu a menționat nimic cu privire la origini, legenda cu originea venețiană rămânând oarecum comică;[10]
- deși aserțiunea privitoare la origine a fost considerată ca o intrigă de prost gust, aceasta rămânea o naivitate pe fondul mărturiilor contradictorii ale lui Constantin Sion, cuscru cu Vasile Mihail și protectorul lui, ce a redat biografia în mod amănunțit, Marco Canini, Nicolae Beldiceanu, Ilarie Chendi, Constantin Istrati sau ziarului Lupta;[10]
- faptele relatate de Sân-Giorgiu concordă cu informația din ziarul Lupta, privind litigiul succesoral și originea bunicului poetului. Litigiul, ulterior plasat sub soluționare Tribunalului București, ar fi dezmințit informația originii dacă aceasta ar fi fost falsă.[10]

Radu Rosetti, ce a aflat prima dată de origini în perioada 1858–1859 de la Manolache Oatu, administratorul moșiei Căiuți, iar ulterior auzind mai multe versiuni, tindea să dea dreptate ideii. Ulterior, după ce Sever Zotta a publicat La centenarul lui Vasile Alecsandri, 1821 – 1921 (1921), Rosetti a fost convins că Alecsandri era „din neam get-beget moldovan” datorită caligrafiei chirilice îngrijite, tipice unei persoane dintr-un mediu înalt și netipice unui evreu, că a existat un Mihalache Alecsandru sau Alecsandri, și nu Botezatu, că era imposibil ca un evreu, mai ales fără avere, să se însoare cu un membru de familie boierească și să devină lucrător înalt în finanțe, precum și imposibilitatea ca Vasile Mihail să fi fost slugă la logofătul Iorgu Ghiga, chiar dacă în acea epocă existau totuși slugi din rândul copiilor de boieri.
Potrivit lui Rosetti, Alecsandri fiul s-a căsătorit cu o servitoare de origine poloneză, pe nume Paulina Lucasievici.
După Elena Rădulescu Pogoneanu (1940): „Această stăruință în timpul din urmă, în presă, de a arăta pe Alecsandri ca fiind de origine evreiască, precum și pătimașa și nedemna campanie mai veche împotriva sa acuzându-l că a falsificat poeziile populare culese de el, par a fi o replică a iudaismului la antisemitismul marelui poet.”
Împotriva originii evreiești s-a pronunțat și Gh. Ungureanu (Iași, 1943), care a mai argumentat că Zotta a făcut o greșeală de transcriere când l-a transformat pe Mihalache Alecsandri în Alecsandru, lucru care pune un semn de întrebare dacă persoana găsită ar face parte din familia poetului, întrucât o familie cu acest nume a existat la Iași.

#### Originea maghiară

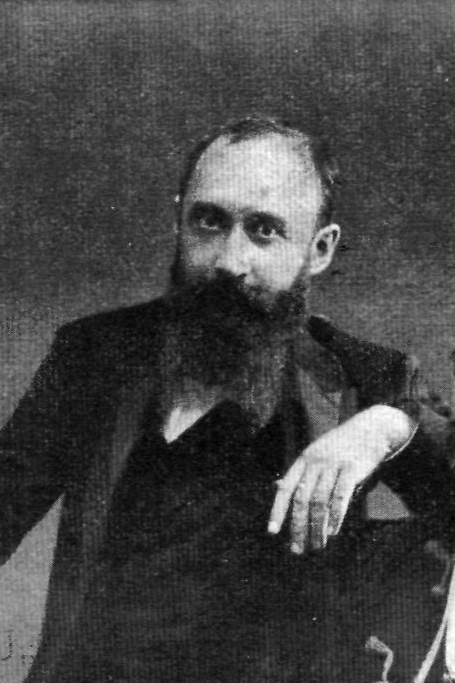
[...] Pe acel Mihalachi Botezatu – pe care în zădar vroia regretatul profesor N. Iorga să-l scoată dacă a fost botezat măcar din altă nație decât cea jidovească [...]

Pe de altă parte, Nicolae Iorga în Istoria literaturii romănești în veacul al XIX-lea (1908) a menționat că Vasile Alecsandri era fiul lui Mihail Alecsandri, posibil Botezatu, nume care arată pentru acesta trecerea de la o altă confesiune creștină la ortodoxie, a unui catolic convertit la ortodoxie sau că cei cu numele Botezatu în Moldova erau în general armeni, catolici, protestanți, turci sau evrei. Neamul acestuia fiind din Ținutul Bacăului, în timp s-au botezat la ortodoxie numeroși maghiari. În același ținut deținea moșii numeroase și mari și Iorgu Ghica, ce îl ajutase pe Vasile Mihail să se ridice în statut. Vasile Mihail a fost inițial sameș la Bender, apoi în 1822 paharnic, în vremea când mai trăiau medelnicerul Nicolae Alecsandri și șătrarul Iordachi, ce fusese arendaș al veniturilor târgului Moinești și deținea pământuri în Basarabia.
Potrivit lui Iorga, Vasile Mihail știa bine limba greacă, scria caligrafic și citea bine literatura română a timpului.
Alecsandri i-a comunicat lui Gheorghe Bengescu că familia lui s-a stabilit inițial la Bârlad, de unde tatăl său s-a dus la Iași, ulterior și-a măritat surorile, apoi un boier din Iași l-a numit casier la Bender, iar de la Bender Vasile Mihail s-a dus la Târgu Ocna. Sanielevici l-a criticat pe Iorga asupra acurateții informațiilor, în special cele privind originea familiei din Ținutul Bacăului și că de la Bacău Ghica l-ar fi numit pe Vasile Mihail sameș la Bender, informații pe care Iorga nu avea de unde să le știe, sau nu le putea știi mai bine decât Alecsandri însuși. Pe de altă parte, Sion a menționat că Iașiul era locul originii familiei iar Vasile Mihail a plecat din Iași spre Bacău pentru a se însura cu Cozoni.
De asemenea, Alecsandri nu a menționat niciodată despre medelnicerul Nicolae Alecsandri și șătrarul Iordachi, N. Zaharia concluzionând că în Moldova și Muntenia au existat mai multe familii Alecsandri, dar nu se știa dacă se înrudeau între ele, fiind de părere că cel mai probabil nu.
Tot Iorga a menționat că familia Cozoni erau tot apropiați ai lui Iorgu Ghica și tot cu statut de boieri în zonă. În anii 1820–1830, existau comisul Ioan și paharnicul Costachi, fiul lui Dimitrie, Costachi fiind cumnat cu Alecsandri. Nunta a fost ținută la Târgu Ocna, unde Vasile cât și familia Cozoni erau arendași de ocne de sare. Astfel, statutul lui Vasile a crescut foarte mult, mai ales după confiscarea veniturilor mănăstirilor grecești, Ioniță Sandu Sturdza l-a angajat ca sameș la vistieria mănăstirilor. Din 1832, acesta a ajuns deputat în Adunarea Obștească din partea Iașiului, iar din 1834 devenit spătar mare și a început să se ocupe de sămeșia Vistieriei Moldovei, adică devenind conducătorul finanțelor Moldovei. După Sanielevici, această parte a biografiei redactată de Iorga corespunde cu cea a lui Sion, dar cu toate acestea, Iorga l-a combătut pe Sion în privința originii evreiești pe nedrept.

După alte surse, Vasile Alecsandri tatăl (1792–1854) s-a căsătorit în 1816 sau în 1817 cu Elena Cozoni, fiica pitarului Dumitrache din Târgu Ocna. În anul 1818, tatăl poetului s-a ocupat printre altele și cu comerțul cu sare, conducând caravanele de sare de la Târgu Ocna spre râul Prut, pentru export.

Potrivit lui Sanielevici, în genere cei cu numele de Botezatu erau de origină evreiască și Sion părea să aibă în orice caz mai mult temei să îl numească Botezatu, decât avea Iorga pentru a-l numi Alecsandri. După Sanielevici, cât timp s-a mai aflat tatăl acestuia în viață ar fi putut aduce lămuriri, iar pe de altă parte dacă Vasile Mihail chiar ar fi fost fiu de maghiar botezat, după gusturile timpului originea maghiară ar fi fost mai nobilă decât cea evreiască, deci astfel ar fi menționat un asemenea detaliu.
În 1844, consulul prusac C. A. Kuch a consemnat că: „Foarte des se întâmplă ca evrei să treacă la religia creștină ortodoxă, foarte rar însă la cea catolică și niciodată la cea protestantă, căci biserica ortodoxă le acordă anumite avantaje celor botezați, pe care celelalte două nu le pot oferi, și tocmai aici trebuie căutat singurul motiv al acestor convertiri. Un evreu sărac care se hotărăște la botez capătă dărnicia Vlădicăi și a nașilor săi, câte un dar însemnat în bani și haine; destul de des se întâmplă ca darul nașului să fie un început de noroc și cel botezat să ajungă un om bogat.”
Potrivit lui György Beke⁠(hu)[traduceți], după însemnările din manuscrisele poetului, acesta stăpânea limba maghiară. Acest fenomen a fost explicat de existența lucrătorilor ceangăi la moșia sa de la Mircești, care au rămas în sat și după Primul Război Mondial.
Iorga a menționat că lucrarea lui Sion conține în general erori, autorul era calomniator și nu l-a cunoscut pe Mihalache Botezatu, dar pe de altă parte Sanielevici a conchis că în ciuda erorilor, acesta era un specialist cu cunoștințe extinse în genealogie, iar amănuntele despre situația familiei nu apar ca inventate, cu atât mai mult cât Sion a fost rudă cu tatăl lui Alecsandri și la un moment dat l-a sprijinit. De asemenea, spusele lui Sion se potrivesc cu informațiile date de poet către Gheorghe Bengescu, cu privire la existența a două fete și un băiat, cel din urmă ce le-a măritat și împărțit toată averea părinților și ce s-a pus sub protecția unui boier mare la Iași, pe care l-a numit sameș la Bender. Pe de altă parte, dacă Vasile Mihail ar fi fost fiu de boier, ar fi cunoscut acest detaliu. Sanielevici a adus în vedere și lipsa menționării oricăror informații despre mătușile poetului, în condițiile în care erau familie de boieri mari, așadar având un interes crescut să vorbească despre ele.
Iorga în continuare a contestat amănuntele aduse în discuție de Sion, cu toate că unele au fost confirmate de declarațiile lui Vasile Alecsandri fiul către Gheorghe Bengescu, iar ulterior fiind contrazis și de Henric Sanielevici:
- Iorga a amintit de familia Botezatu din Ținutul Bacău, din care provenea Răducanu Botezatu, deputat în 1834, și care ar putea fi originea poveștii. Cu toate acestea, numele era des întâlnit, iar Sion l-a menționat pe Botezatu la Iași, nu Bacău, unde în ultimul oraș s-a dus fiul.[6]
- Un serdar Mihalachi Botezatu exista de la 1833, și că despre medelnicerul Nicolae Alecsandri de la 1822 Sion nu a știut, însă despre acest amănunt nu a știut nici Vasile Mihail și nici fiul, deci neexistând o rudenie.[6]
- Sion l-a trecut pe Vasile Mihail ca medelnicer, în timp ce la 1822 a fost avansat ca paharnic. Însă, Sion a făcut mențiunea pentru 1818, nu 1822.[6]
- Pe când Sion declara că Alecsandri s-a dus la Bacău în 1814 și să se însoare cu Cozoni, exista deja din 1808 un arendaș Iordachi Alecsandri la veniturile târgului Moinești. Însă după informațiile date de către poet către Bengescu, informația lui Sion se confirmă, iar cu șatrarul Iordachi Alecsandri nu exista nicio legătură, aspect indicat și de Sion.[6]
- „Presupusul fiu de evreu botezat răspundea într’o grecească elegantă beizadelei N. Șuțu. Era fără îndoială unul din cei dintâi fii ai țării”, însă originea evreiască nu l-ar fi oprit să cunoască limba greacă la nivel înalt, Mihalache Botezatu având suficientă avere să-și fi putut educe fiul.[6]

De fapt Botezatu, Cozoni, Alecsandri, sînt familii băcăoane, românești sau romanizate. Botezații vin, aproape sigur, de la vre-un ungur catolic, de cari sînt destui pe acolo, botezat. Prin aceste părți avea moșii și Iorgu Ghica, nepotul lui Grigore-Vodă Ghica al Moldovei, de la care Iorgu se trage familia Ghica-Comănești de astăzi. Era firesc ca el să sprijine boierinașii din aceste părți, precum era firesc ca familiile acestor boierinași să se încuscrească. Oamenii din Ocna erau vechi negustori, și cumnatul lui Alecsandri, Antohie Sion, primise de zestre niște cîrciume ale Cozoneștilor.
- Căsătoria lui Mihail Botezatu cu o fată de boier nu era posibilă ca evreu în respectiva epocă tradiționalistă, iar un evreu botezat nu putea ajunge boier mic și fiul acestuia boier mare. Senielevici a contestat replica pe ideea că banii puteau cumpăra boierie, domnie, loc de muncă și altele, în contextul în care mediul balcanic-turcesc nu cunoștea principii. O persoană creștinată se putea însura cu oricine, fiind cunoscute două cazuri mai recente de cel al lui Vasile Mihail. Astfel se confirmă de ce tatăl poetului a rupt orice legătură cu familia din care provenea.[6]
- Zvonurile negative l-ar fi îndemnat pe Vasile Alecsandri fiul, înzestrat cu un ifos boieresc, să își caute un strămoș în nobilimea venețiană a familiei d’Alessandro, iar la portretul de la Academia Română să atașeze stema respectivei familii. Cu toate că mai verosimil ar fi fost ca tatăl acestuia să îi comunice în 1855, când zvonurile și cântecul ironic circulau mai mult, din ce familie provine și cu cine s-au măritat surorile. O disimularea asemănătoare cu originea venețiană a fost întâlnită și la Constantin Dobrogeanu-Gherea, care și-a renegat întreaga familie de origine evreiască.[6]

Sanielevici a argumentat poziția și din perspectiva antropologiei fizice, indicând că Alecsandri avea un craniu brahicefalic vest-asiatic, caracterizat prin disproporția dintre nas și bărbie, cu o bărbie ștearsă, față prelungită, netezită, cu un nas mare și drept. În comparație, italienii, la fel ca romanii din trecut, au cranii doliocefalice, cu bărbii evidente, fețe osoase și nas mai lat.
Pentru acesta, originea evreiască nu era tolerabilă anumitor oameni care cunoșteau activitatea lui Alecsandri în poezie, culegerea de folclor, compunerea Horei Unirii, promovarea latinismului, fiind propriu României moderne, însă de probleme asemănătoare a avut parte și naționalismul german din epoca de eliberare, prin reprezentanții de origine franceză Adelbert von Chamisso și Friedrich de la Motte Fouqué. Pe de altă parte, au mai existat germanul Erich Auerbach, ce era de origine evreiască, și francezul Georges Gand, de origine germană.